# Bulgaarse heremiet
De Bulgaarse heremiet (Pseudochazara orestes) is een vlinder uit de familie van de Nymphalidae, uit de onderfamilie van de Satyrinae. De wetenschappelijke naam van deze soort is voor het eerst voorgesteld door Willy de Prins en Dirk van der Poorten in een publicatie uit 1981.
De lengte van de voorvleugel bedraagt bij het mannetje 28 tot 30 millimeter en bij het vrouwtje 32 tot 34 millimeter.

## Verspreiding
De soort komt voor in Zuidwest-Bulgarije en Noord-Griekenland.

## Habitat en vliegtijd
De soort kan worden aangetroffen van half juni tot eind juli op droge kalksteenhellingen en steile rotshellingen op het zuiden tussen 800 en 1800 meter hoogte.